# Ahead Rings Out
Ahead Rings Out är ett musikalbum av Blodwyn Pig som lanserades på Island Records 1969. Skivan släpptes ursprungligen i ett utvikskonvolut där man kunde läsa en kort kommentar om varje låt av Mick Abrahams. I USA släpptes albumet på A&M Records och hade en annorlunda omslagsbild. Musiken på skivan är en blandning av bluesrock och jazz. I flera av låtarna får Jack Lancasters saxofon stort utrymme. Skivan återutgavs i en ny mix 2006 och på den utgåvan ingick även ett flertal bonusspår.

## Låtlista
(kompositör inom parentes)
1. “It's Only Love” (Mick Abrahams) – 3:23
2. “Dear Jill” (Abrahams) – 5:19
3. “Sing Me a Song That I Know” (Abrahams) – 3:08
4. “The Modern Alchemist” (Jack Lancaster) – 5:38
5. “Up and Coming” (Abrahams, Lancaster, Andy Pyle, Ron Berg) – 5:31
6. “Leave It With Me” (Lancaster) – 3:52
7. “The Change Song” (Abrahams) – 3:45
8. “Backwash” (Abrahams, Lancaster, Pyle, Berg) – 0:53
9. “Ain’t Ya Coming’ Home, Babe?” (Abrahams, Lancaster, Pyle) – 6:04

## Listplaceringar
- Billboard 200, USA: #149[1]
- UK Albums Chart, Storbritannien: #9[2]